# Супурге
Супурге (мкд. Супурге) је насеље у Северној Македонији, у источном делу државе. Супурге је насеље у оквиру општине Радовиште.

## Географија
Супурге је смештено у источном делу Северне Македоније. Од најближег града, Радовишта, насеље је удаљено 10 km северно.
Насеље Супурге се налази у историјској области Јуруклук. Насеље је положено на југозападним падинама планине Плачковице. Надморска висина насеља је приближно 800 метара. 
Месна клима је планинска због знатне надморске висине.

## Становништво
Супурге је према последњем попису из 2002. године имало 56 становника.
Већинско становништво у насељу су етнички Турци (100%).
Претежна вероисповест месног становништва је ислам.